# Humla socken
Humla socken i Västergötland ingick i Redvägs härad, ingår sedan 1974 i Ulricehamns kommun och motsvarar från 2016 Humla distrikt.
Socknens areal är 15,10 kvadratkilometer varav 15,00 land. År 2000 fanns här 75 invånare.  Sockenkyrkan Humla kyrka ligger i socknen.

## Administrativ historik
Socknen har medeltida ursprung. 
Vid kommunreformen 1862 övergick socknens ansvar för de kyrkliga frågorna till Humla församling och för de borgerliga frågorna bildades Humla landskommun. Landskommunen uppgick 1952 i Redvägs landskommun som upplöstes 1974 då denna del uppgick i Ulricehamns kommun. Församlingen uppgick 2006 i Redvägs församling.
1 januari 2016 inrättades distriktet Humla, med samma omfattning som församlingen hade 1999/2000.  
Socknen har tillhört län, fögderier, tingslag och domsagor enligt vad som beskrivs i artikeln Redvägs härad. De indelta soldaterna tillhörde Älvsborgs regemente, Redvägs kompani och Västgöta regemente, Vartofta kompani.

## Geografi
Humla socken ligger norr om Ulricehamn kring Ätran. Socknen har odlingsbygd i ådalen och är i övrigt en höglänt mossrik skogsbygd.
Stenvalvsbron över Ätran i Humla är uppbyggd av hårt tuktad gråsten i fyra spann. Den byggdes 1862–1872 av Wik från Vedåsla i Dalum. Stenvalvsbron har fyra valv som är gjorda i råhuggen kallmurad granit. Under 1980-talet diskuterades det om man skulle riva bron då den inte kunde klara tunga transporter. Istället byggdes en ny bro för trafik en bit nedströms, 300 m sydöst om Humla kyrka på östra sidan om väg 46. Den syns bäst från nya bron men för att komma nära kan man gå 50-100 m på grusvägen mitt emot parkeringsfickan.

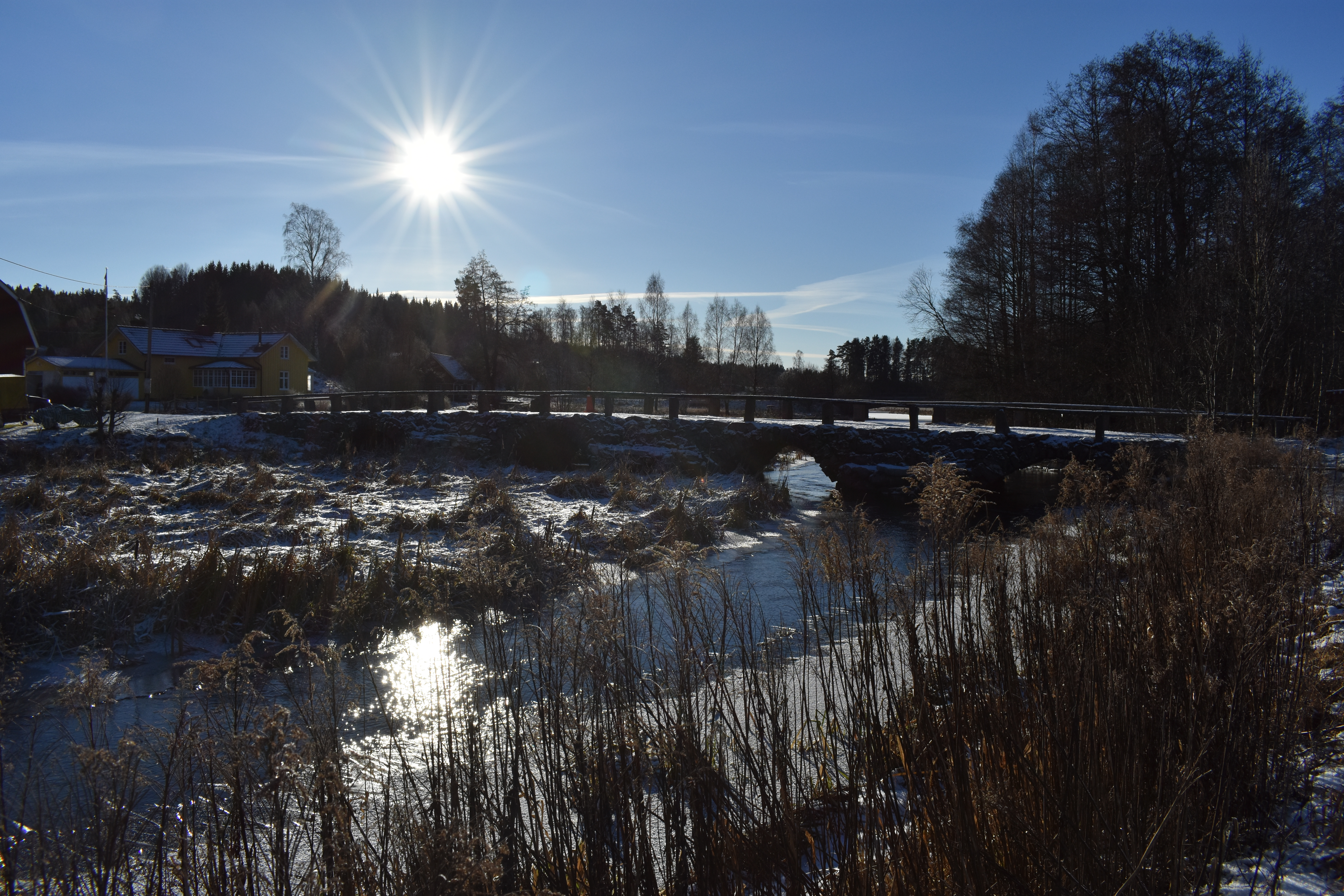
Humla stenvalvsbro

## Fornlämningar
Fyra hällkistor från stenåldern är funna. Från bronsåldern finns gravrösen. Från järnåldern finns gravfält och stensättningar. En runsten har påträffats vid kyrkan. Mycket få fornfynd har påträffats i socknen, dock har vid Korsryd vid plöjning påträffats ett ämne till en skafthålsyxa, på gården förvarades även en nu förkommen pilspets från området, och från Häljared kommer en flintyxa. Flinta har påträffats på åkrar, dock har ingen säker boplats bevisats. De flesta fornlämningarna, gravar, stensättningar, rösen och dylikt, kommer ganska samlat från ett speciellt område, omkring orten Humla, organiserade utefter och på stränderna av floden. Runstenen, den enda från socknen, står än idag vid kyrkan. Den hittades längst ned i grunden på den gamla kyrkan då den revs under 1880-talet. Stenen är skadad men runorna är mycket tydliga, och de lyder såhär:
```
 
"Kåte reste denna sten...
 (efter någon, dennes namn är förstört), 
Gnägges dotter/syster".
```

## Namnet
Namnet skrevs på 1300-talet Hombla och kommer från kyrkbyn. Namnet innehåller hummel, 'sten' syftande på den steniga marken.